# 非編碼DNA
非編碼DNA（non-coding DNA，ncDNA）谑称“垃圾DNA”，是指不包含製造蛋白質的指令，或是只能製造出無轉譯能力RNA的DNA序列。此類DNA在真核生物的基因組中佔有大多數。有很长的一段时间科学家认为非编码DNA没有作用，因此这些重复的DNA片段曾被冠以「垃圾DNA」的称号。随着时间的推移，科学家对垃圾DNA的认识逐渐深入，慢慢地发现很多垃圾DNA有其独特的作用，它们在基因剪切等方面起重要的作用。
近年的證據顯示，非編碼DNA可被編碼DNA製造出來的蛋白質利用。一項實驗發現某些非編碼DNA與編碼DNA同樣重要，因為當植物體內某一段非編碼DNA遭受損傷時，會使葉片結構發生顯著改變，原因在於某些與葉片結構有關的蛋白質，需要來自非編碼DNA片段（內含子）的訊息；還有一些非編碼DNA是可以控制基因何時何地表現的基因開關。
此外，有些非編碼DNA，可能是一些RNA病毒感染後所遺留下來的痕跡。

## 延伸閲讀
- Bennett, Michael D.; Leitch, Ilia J. . Gregory, T. Ryan  (编). . San Diego: Elsevier. 2005: 89–162  [2020-02-12]. ISBN 978-0-08-047052-8. （原始内容存档于2021-04-14）.
- Gregory, T.R. . T.R. Gregory  (编). . San Diego: Elsevier. 2005. ISBN 978-0-12-301463-4.
- Shabalina SA, Spiridonov NA. . Genome Biology. 2004, 5 (4): 105. PMC 395773 . PMID 15059247. doi:10.1186/gb-2004-5-4-105.
- Castillo-Davis CI. . Trends in Genetics. October 2005, 21 (10): 533–6. PMID 16098630. doi:10.1016/j.tig.2005.08.001.